# Slatina (Stará Voda)
Slatina (německy Lohhäuser) je zaniklá vesnice v Českém lese. Stávala asi šest kilometrů západně od Tří Seker v okrese Cheb v Karlovarském kraji v bezprostřední blízkosti státní hranice s Německem. Některé objekty, např. tzv. Dolní mlýn na Hamerském potoce stával přímo na státní hranici.

## Název
Původní název obce zněl Finkenschlag (Pěnkavčí zpěv, tlukot). Tak to ještě v roce 1787 uváděla třísekerská farní kronika. Kromě tohoto názvu se užívaly i pomístní názvy Lochhäuser a Waldhäueser. Německý výraz Loch má více významů, jeden z nich je pejorativní označení místa zapadlého, tedy „díra“, jako odlehlé a zastrčené místo. Možná, že název obce Lohhäuser (Lochhäuser) znamenal místo zastrčené hluboko v lesích. Nový vlastník tachovského panství kníže Windischgrätz místo uváděl vždy jako Lochhaus. Nakonec se ustálil název Lohhäuser a používal se až do roku 1947, kdy byla obec přejmenována na Slatinu.

## Historie
Ještě kolem roku 1550 patřila oblast s hlubokými lesy klášteru Waldsassen. Lokalitou budoucí Slatiny vedla hranice mezi klášterem Waldsassen a panstvím Tachov, která zároveň byla zemskou hranicí mezi Čechami a Horní Falcí. První písemná zmínka o vesnici pochází z roku 1667, kdy zde bylo postaveno první stavení, fořtovna na českém panství hraběte Johanna Antonína Losy von Losimthal. Proto při pozdějším číslování dostala čp. 1. V roce 1871 ji převzal do svého panství kníže Windischgrätz a ve vesnici v té době stávalo šest domů.
Od postavení prvního stavení v roce 1667 patřila Slatina pod farnost v Trstěnicích a první obyvatelé chodili až do roku 1787 na bohoslužby do farního kostela svatého Víta. Zde se konaly i svatby, křty dětí a pohřbívalo se na starém hřbitově u tohoto kostela. Za císaře Josefa II. byla v roce 1787 založena farnost ve Třech Sekerách a postaven kostel Čtrnácti svatých pomocníků. K této nové farnosti připadla i Slatina. K uvedeným kostelům však vedla dlouhá cesta. Do Trstěnic to bylo pěšky více než tři hodiny, do Tří Seker dvě hodiny. Proto část obyvatel ze Slatiny chodila do kostela v bavorském Mähringu, neboť cesta přes česko-bavorskou hranici byla dlouhá jen asi 2,5 km.
V roce 1888 se stala Slatina samostatnou obcí s vlastním katastrem. Starostou obce se stal vrchní fořt Johann Schober, slavnostní slib složil před okresním hejtmanem 20. září 1888.
Po první světové válce, roku 1925, byl v obci postaven pomník obětem války, vysvěcený 9. srpna 1925.
Koncem druhé světové války byl u silnice do Tachovské Huti zřízen pracovní tábor, na jehož místě byl později vybudován objekt roty pohraniční stráže Slatina. Obec Slatina byla obsazena bez boje Američany dne 4. května 1945.
Po druhé světové válce došlo k odsunu německého obyvatelstva. První transport k odsunu do Bavorska vyjel 25. ledna 1946, druhý 2. února 1946. Po odchodu Němců zůstala obec téměř prázdná a domy byly vyrabovány. Hranice byla střežena příslušníky SNB. Obec se podařilo jen nepatrně dosídlit a v roce 1950 se octla v zakázané části hraničního pásma. Po vzniku železné opony a uzavření hranice byly všechny domy zbořeny. Postupně byly postaveny objekty útvarů pohraniční stráže. Tak vznikly v oblasti Slatiny tři útvary pohraniční stráže. Byly označovány jako „První úvar PS“, „Druhý PS útvar Slatina“ a „Třetí útvar PS Slatina“.
V roce 1869 byla Slatina pod názvem Lohhäuser osada obce Tři Sekery, v letech 1900–1930 obec v tehdejším okresu Mariánské Lázně, po druhé světové válce již jen součástí obce Stará Voda jako její základní sídelní jednotka.
Zaniklou obec připomíná pomník obětem první světové války, obnovený v roce 1992. V roce 1993 byl pomník osazen novou deskou se jmény obětí první světové války, doplněnou o jména obětí druhé světové války.
Cestou ke státní hranici stojí u cesty naproti bývalé fořtovně pomníček s křížem, restaurovaný v roce 2005. Na opačném konci zaniklé obce jsou poblíž upraveného Janovského pramene umístěny informační panely s historií obce. Bývalou obcí Slatina prochází Naučná stezka Slatina. Začíná v Malé Hleďsebi a končí v Tachovské Huti, její délka je 12,5 km.
Kromě starých ovocných stromů je pamětníkem zaniklé obce i památný strom Borovice rumelská na Slatině.

### Hornictví
V okolí Slatiny se dříve rýžovalo zlato v lese Goldschachterel (nyní Slatinský les) a na dvou malých potocích. V roce 1964 bylo severozápadně od posledních domků objeveno automobilovým gama-profilováním uranové ložisko. Nejprve se dobývalo povrchovým lomem na návrší 706,7 metrů. Nedaleko byla zaražena jáma č. 73, později přejmenovaná na „Dyleň D-1“, v roce 1970 bylo zahájeno hloubení jámy „Dyleň D-2“. Organizačně byl důl Dyleň začleněn do bývalých Uranových dolů Západní Čechy. Dobývání bylo ukončeno k 31. srpnu 1991, důl byl zatopen a zcela zlikvidován. Dobývací prostor Slatina byl zrušen 16. února 1994.

## Obyvatelstvo
Zaměstnání obyvatel úzce souviselo s kolem ležícími lesy. Bylo to zejména dřevorubectví a zpracování dřeva. Ve starších dobách pálili uhlíři v milířích dřevěné uhlí. První mlýn s pilou, tzv. Horní mlýn, poháněný vodní energií by postaven na Hamerském potoce v roce 1781. Druhý mlýn, tzv. Dolní mlýn, byl postaven roku 1815. Roku 1884 vyhořel, podruhé vyhořel v roce 1947 a už nebyl obnoven. Po určitou dobu se vyplácelo a rozmáhalo soustružení dřevěných perel a výroba šindele z dobrého dřeva. Z písku těženého v okolí se vyráběly skleněné perly a knoflíky. V roce 1838 stálo ve Slatině 18 domů, ve kterých žilo 94 obyvatel. Obec měla v té době školu, dva mlýny a sklářskou továrnu. V roce 1848 žilo ve Slatině 148 obyvatel, v roce 1878 to bylo 178 obyvatel. Od té doby počet obyvatel v obci klesal, zejména po zániku sklárny. V roce 1890 to bylo 156 obyvatel, v roce 1945 jen 127 obyvatel.
| Rok            | 1869 | 1880 | 1890 | 1900 | 1910 | 1921 | 1930 | 1950 |
| -------------- | ---- | ---- | ---- | ---- | ---- | ---- | ---- | ---- |
| Počet obyvatel | 178  | 161  | 156  | 155  | 133  | 128  | 139  | 0    |
| Počet domů     | 19   | 19   | 18   | 20   | 22   | 22   | 29   | 0    |

## Fotogalerie

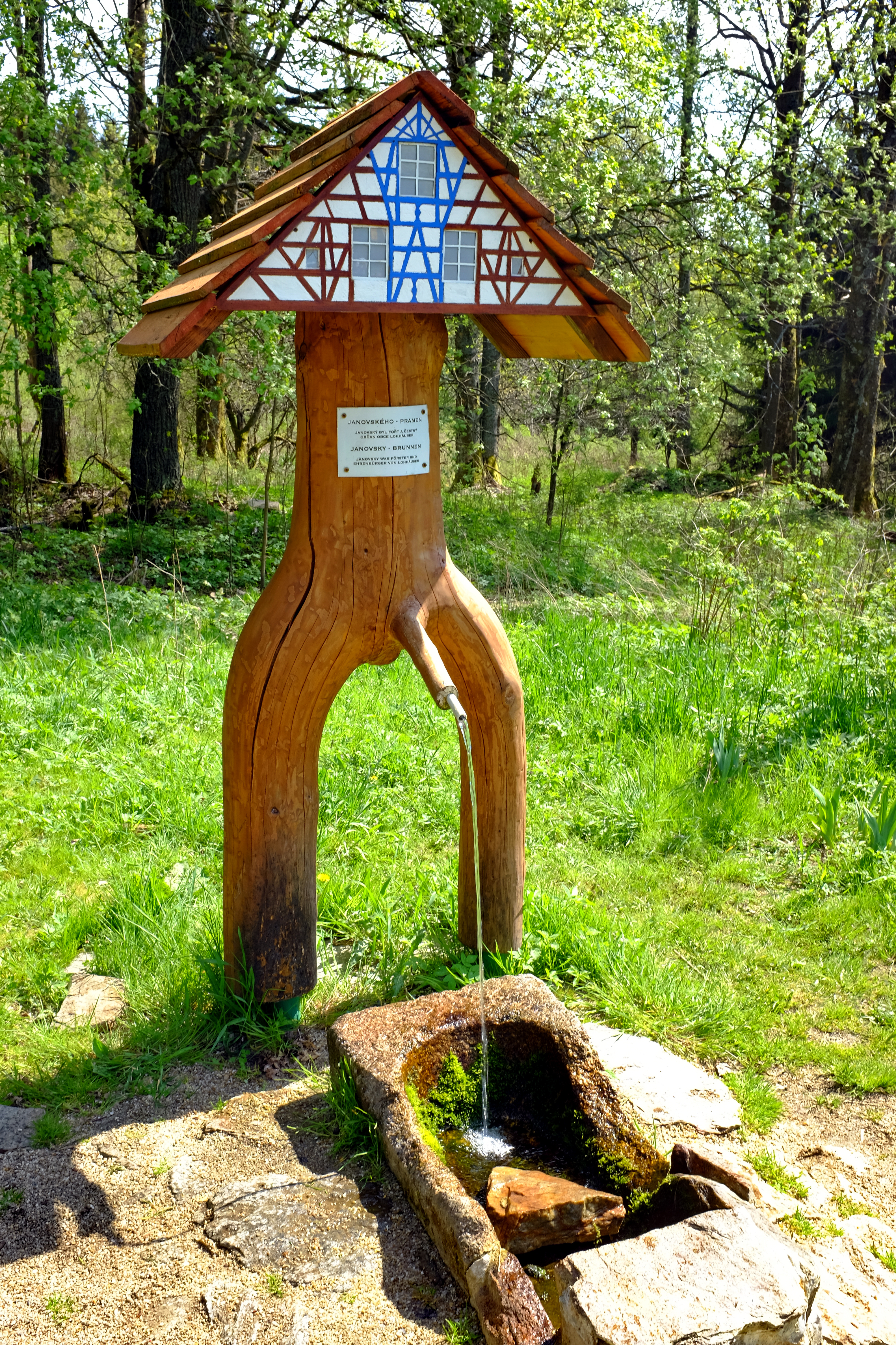
Janovského pramen
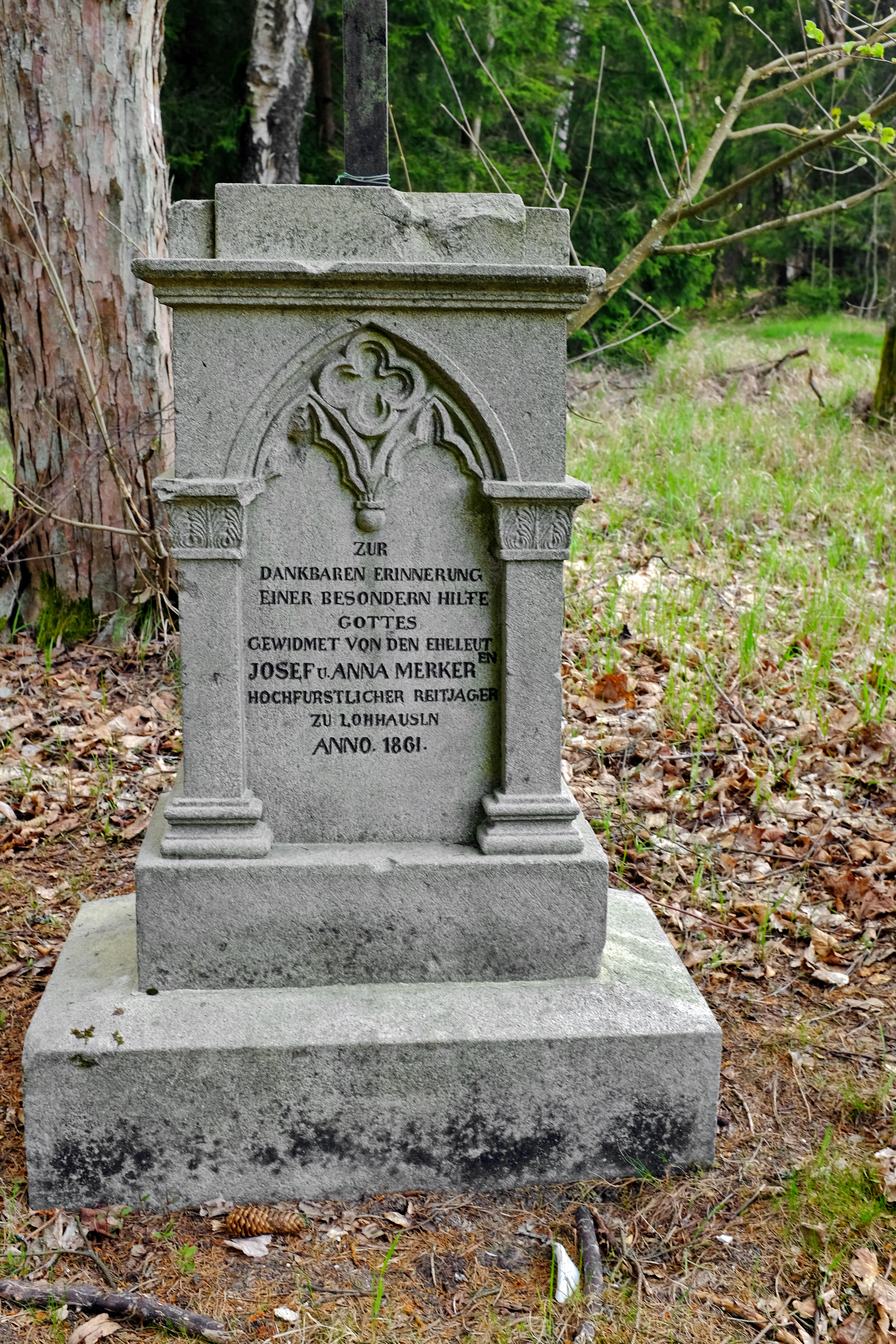
Pomník manželů Merkerových
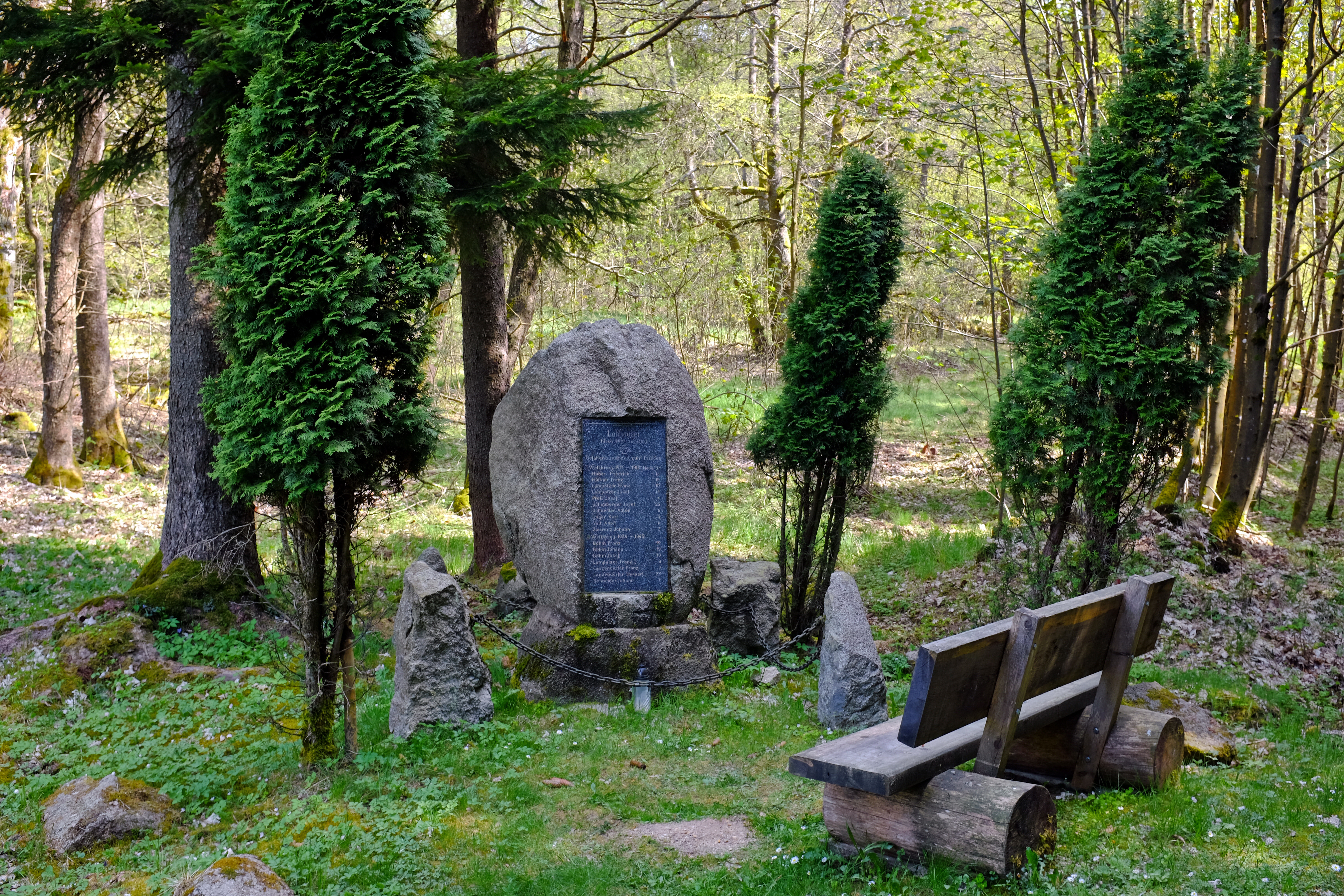
Pomník obětem válek
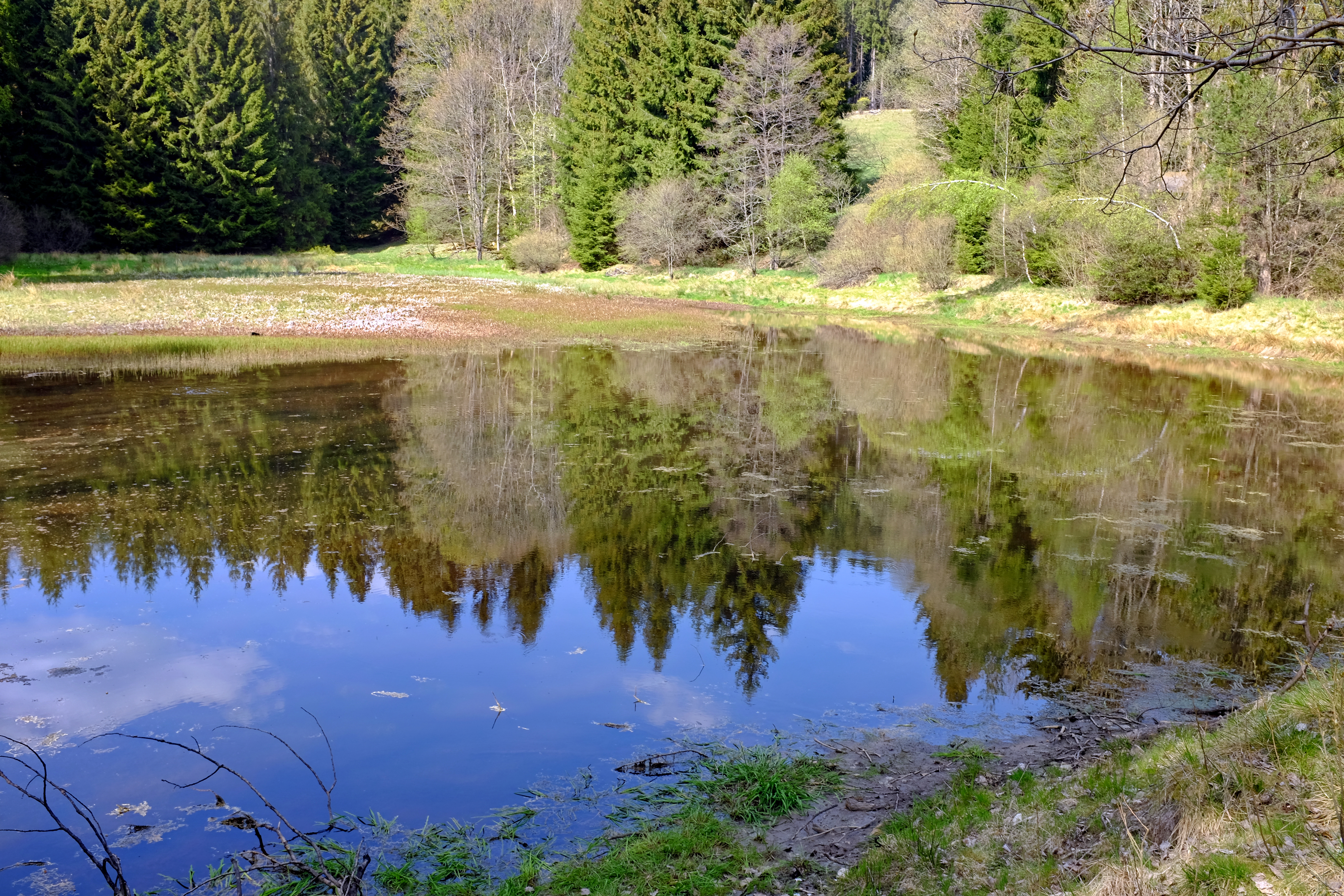
Rybník na Hamerském potoce
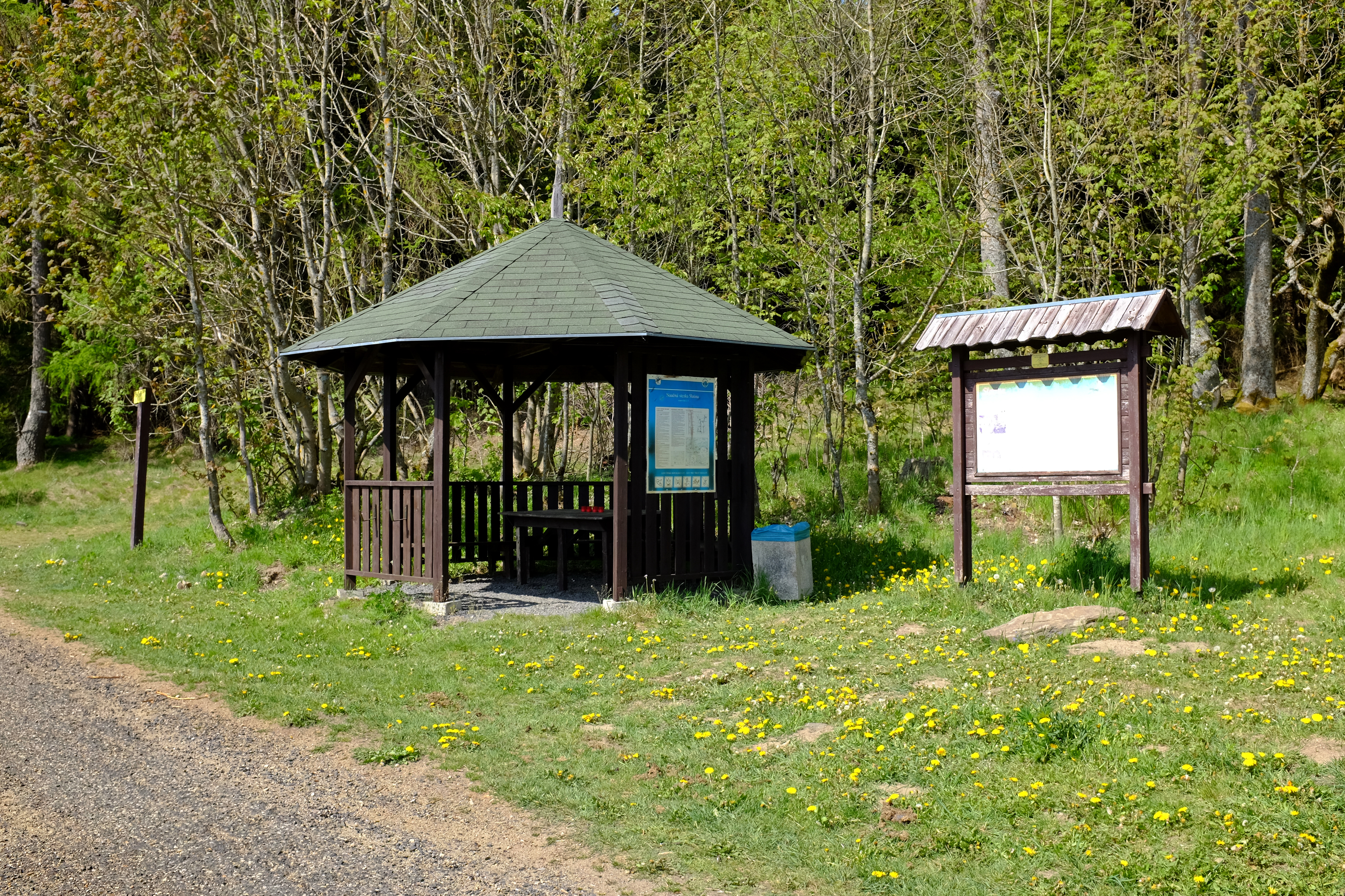
Odpočívadlo u naučné stezky Slatina
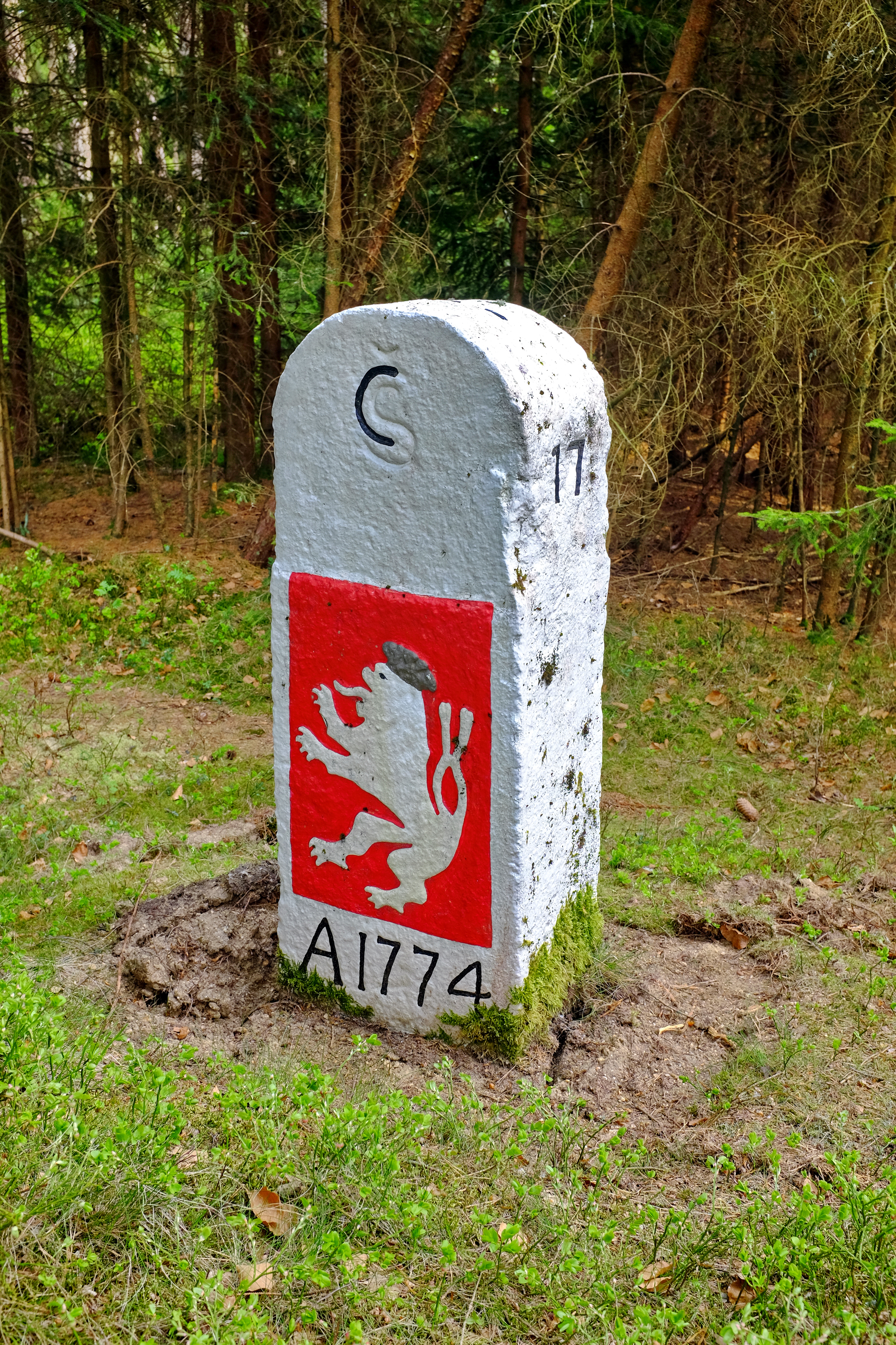
Hraniční kámen na státní hranici
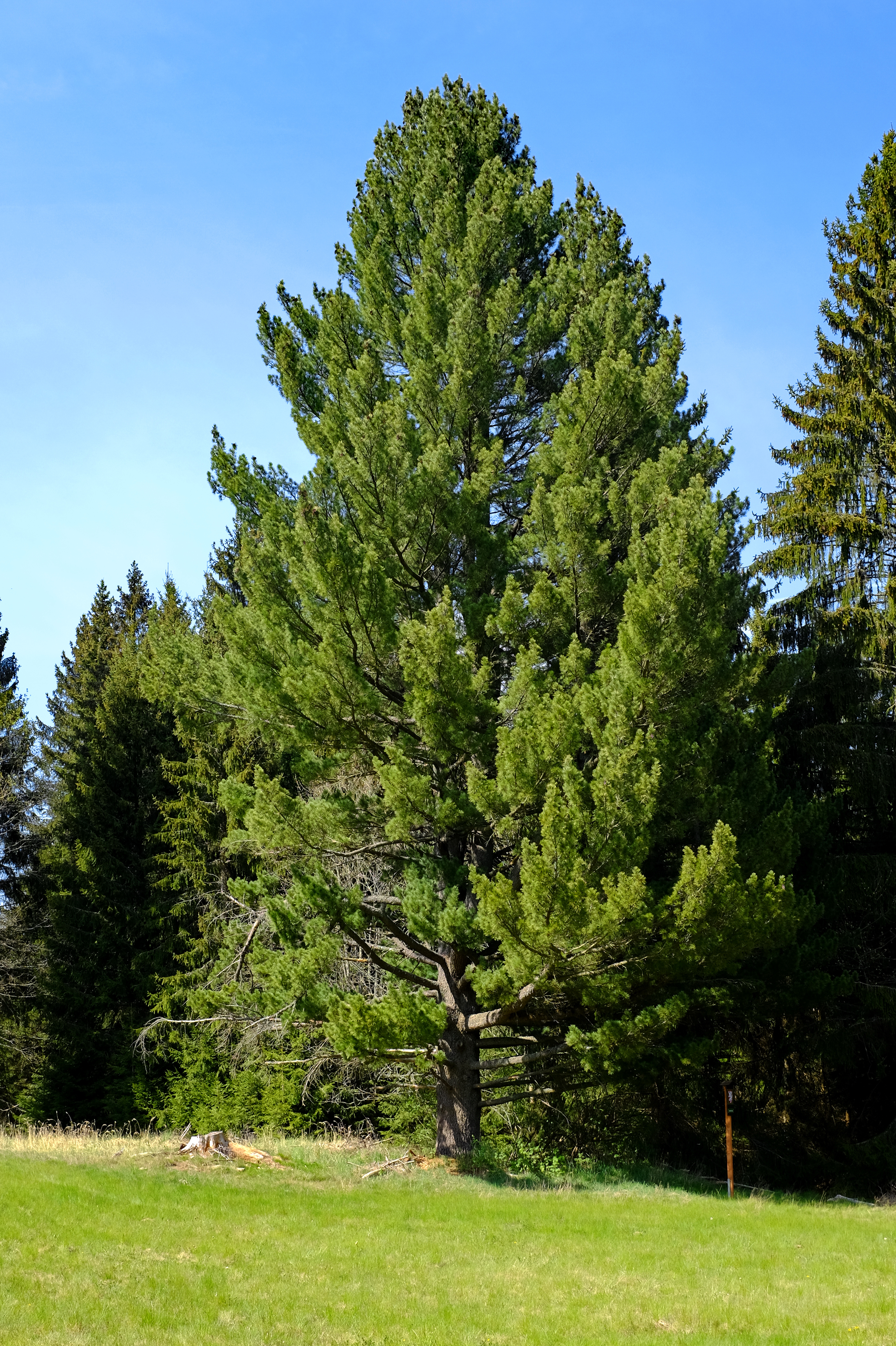
Památná borovice
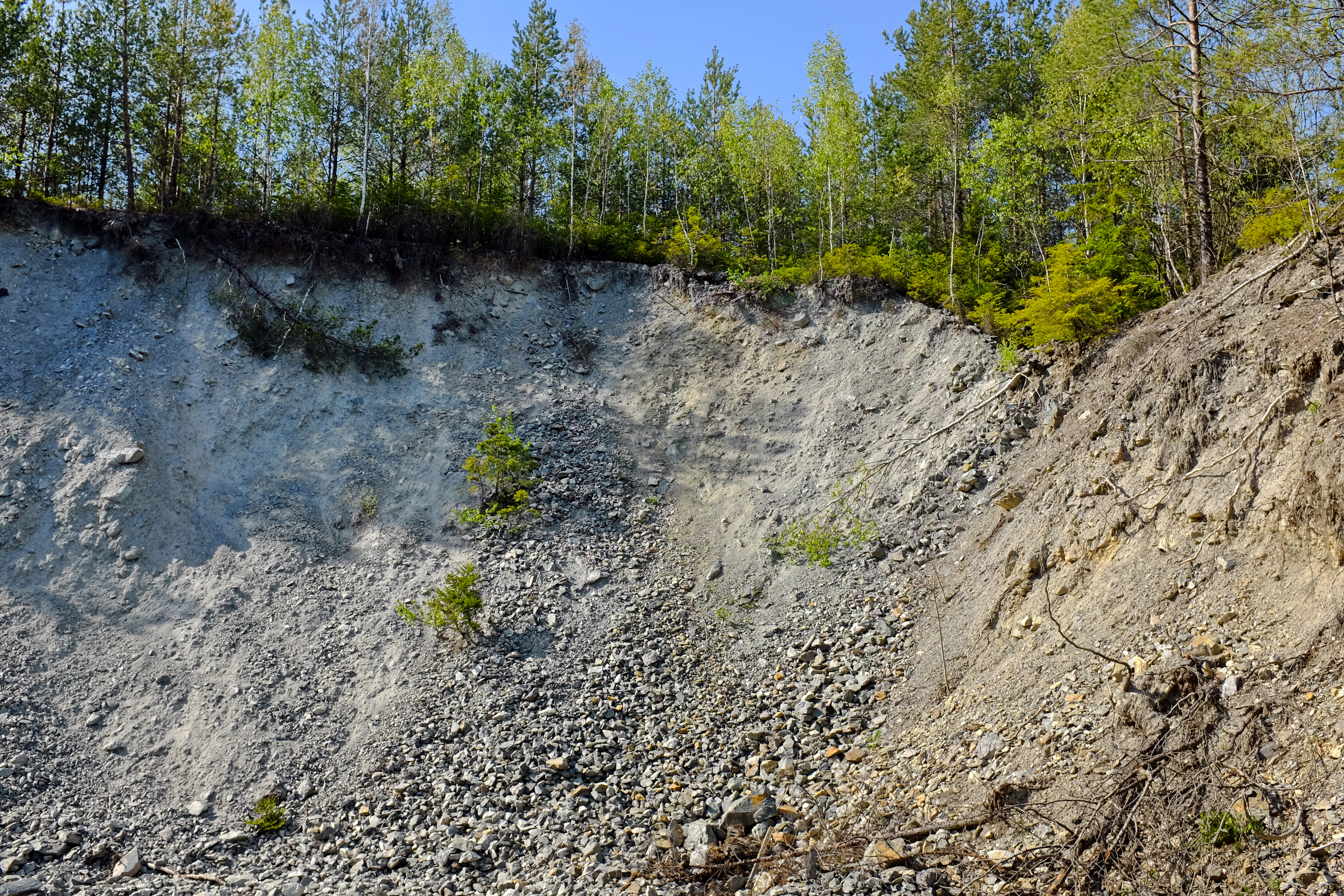
Odvaly dolu Dyleň